# Andi Fichtner
Andrea Fichtner (* 11. Oktober 1976 in Leonberg) ist eine deutsche Bergsteigerin und Grafikdesignerin. Bekannt wurde sie unter dem Namen Andi Fichtner.

## Bergsteigerische Leistungen
Erst mit dem Beginn ihres Hochschulstudiums machte sie ihre ersten Klettererfahrungen auf der Schwäbischen Alb. Später ging sie in den Alpen zunächst auf den „klassischen“ Hochtouren, wie Matterhorn-Überschreitung und Biancograt, sowie auf Skitouren. Bald darauf folgten die sogenannten großen Nordwände der Alpen.
Ihr bevorzugter Stil sind schnelle Begehungen von Routen, das Bergsteigen so ursprünglich wie möglich zu betreiben und dabei nach Möglichkeit auf Schutzhütten und Bergbahnen zu verzichten. Den Walkerpfeiler durch die Nordwand der Grandes Jorasses kletterte sie in einem Tag, anschließend stieg sie zum Wandfuß der Dru auf, um dort die Directe Américaine zu begehen. Die Nordwand des Piz Badile durch die klassische Cassin-Route gelang ihr ebenso wie die Tour Another day in paradise in einer Zeit von 3 Stunden.
Beim Eisklettern hat Andi Fichtner einige der schwierigsten Wasserfälle in der Schweiz und in Österreich bezwungen. Als Sportkletterin am Fels bewegt sie sich in Routen bis zum Schwierigkeitsgrad 8a+. Erfolgreich war sie beim Deutschen Bouldercup 2009 und beim Deutschen Speedcup. Sie wurde 2009 Deutsche Vizemeisterin und 2010 Deutsche Meisterin im Speedklettern.
Als Vortragsrednerin präsentiert sie außerdem Lichtbildervorträge zu ihrem Projekt Vertikal, einem Buchprojekt, in dem es um Menschen geht, die sich in die Vertikale begeben, sowie ihren Vortrag über ihre Grönland-Expedition mit Christoph Hainz und Roger Schäli.
Andi Fichtner arbeitet freiberuflich als Grafik- und Webdesignerin.

## Tourenliste
Eis alpin
- Les Droites Nordwand „Jackson“[4] 1100 m, Eis 90°/Mixed 5+ (Zeit: 11,5 Std. / Führer: 12–20 Std. für Wand ohne Zu- und Abstieg)
- Grandes Jorasses „Walkerpfeiler“[5] (in 1 Tag)
- Gross Fiescherhorn Nordwand
- Montblanc du Tacul Modica-Noury
- Ortler Nordwand (Free Solo)

Fels alpin
- Dru Westwand „Directe Americaine“ bis zum Block coince[6]
- Marmolata „Moderne Zeiten“[7]
- Laliderer Spitze „Direkte Nordwand“
- Piz Badile NO-Wand „Cassin“ 900 m 6 / 6+ (Zeit: 3 Stunden)

Wasserfall
- Breitwangfluh „Betablock“ Super WI7, 300 m
- Breitwangfluh „Crack Baby“ IV, WI6, 340 m
- Oeschinenwald „Reise Intergral“ WI6
- Renkfälle „Klassischer Renkfall“ WI4, 170 m (Free Solo)

Sportklettern
- Kronthal, Elsass: „Orange amer“ 8a
- Rusenschloß-Grotte, Blautal: „Faultier Spezial“ 8a+
- Kesselwand-Arena, Schwäbische Alb: „Lustmolch in der Grotte“ 8a

Expedition
- Expedition zusammen mit Christoph Hainz und Roger Schäli in Ostgrönland. Erstbesteigung des vom Team so benannten Berges Asta Nunaat über die Route „Tartaruga“ 7b+ A2.